# 루스피탈레트데류브레가트역
루스피탈레트 데 류브레가트 역(카탈루냐어: l'Hospitalet de Llobregat)과 람블라 주스트 올리베라스 역(카탈루냐어: Rambla Just Oliveras)은 스페인 바르셀로나 남서쪽의 루스피탈레트데류브레가트 시에 위치한 철도 환승역이다. 조제프 타라델랴스 대로 (Avinguda Josep Tarradellas)와 주스트 올리베라스 거리 (Rambla Just Oliveras)의 교차로에 위치해 있다. 루스피탈레트 데 류브레가트 역은 ADIF에서 운영하는 일반 철도역이며, 람블라 주스트 올리베라스 역은 바르셀로나 광역 교통에서 운영하는 바르셀로나 지하철 체계에 속하는 역이다.
루스피탈레트 데 류브레가트 역은 로달리에스 데 카탈루냐 노선인 R1선, R3선, R4선과 중거리 지역철도 노선인 R12선 열차가 다니며, 람블라 주스트 올리베라스 역은 바르셀로나 지하철 1호선 열차가 다닌다. 두 역은 서로 쉽게 환승이 가능하며, 철도역을 포함해 총 세 개의 출입구가 나 있다. 어느 쪽이든 지하철 쪽으로 들어가는 공동 지하 대합실로 연결되며, 그 아래에 95m 길이의 상대식 승강장 2개 구조를 지닌 지하철 승강장이 지어져 있다.
1987년 바르셀로나 지하철 1호선이 토라사 역에서 아빙구다 카릴레트 역까지 연장되면서 지하철역이 문을 열었다. 철도역의 경우 일찍이 19세기에 지어진 역이지만 지금처럼 로달리에스 데 카탈루냐 노선이 운행된 것은 비교적 최근의 일이다.

## 환승 정보
바르셀로나 지하철
람블라 주스트 올리베라스 역의 운행 노선 정보이다.
| 바르셀로나 지하철         | 바르셀로나 지하철       | 바르셀로나 지하철 |
| ------------------------- | ----------------------- | ----------------- |
| 벨비제 우스피탈 데 벨비제 | 바르셀로나 지하철 1호선 | 칸 세라 폰도      |

로달리에스 데 카탈루냐
루스피탈레트 데 류브레가트 역의 운행 노선 정보이다.
| 로달리아 데 바르셀로나          | 로달리아 데 바르셀로나 | 로달리아 데 바르셀로나            |
| ------------------------------- | ---------------------- | --------------------------------- |
| 코르넬랴 몰린스 데 레이         | R1선                   | 산스 마사네트-마사네스            |
| 시·종착역                       | R3선                   | 산스 라 토르 데 케롤              |
| 코르넬랴 산 비센스 데 칼데르스  | R4선                   | 산스 만레사                       |
| 로달리아 데 지로나              |                        |                                   |
| 시·종착역                       | RG1선                  | 산스 포르트보우                   |
| 로달리에스 데 카탈루냐 지역노선 |                        |                                   |
| 시·종착역                       | R12선                  | 바르셀로나 산스 례이다 피리네우스 |